# ميا كاروثرز
ميا كاروثرز (بالإنجليزية: Mia Carruthers)‏ هي مغنية مؤلفة أمريكية، ولدت في 30 مارس 1991.